# عطور عربية

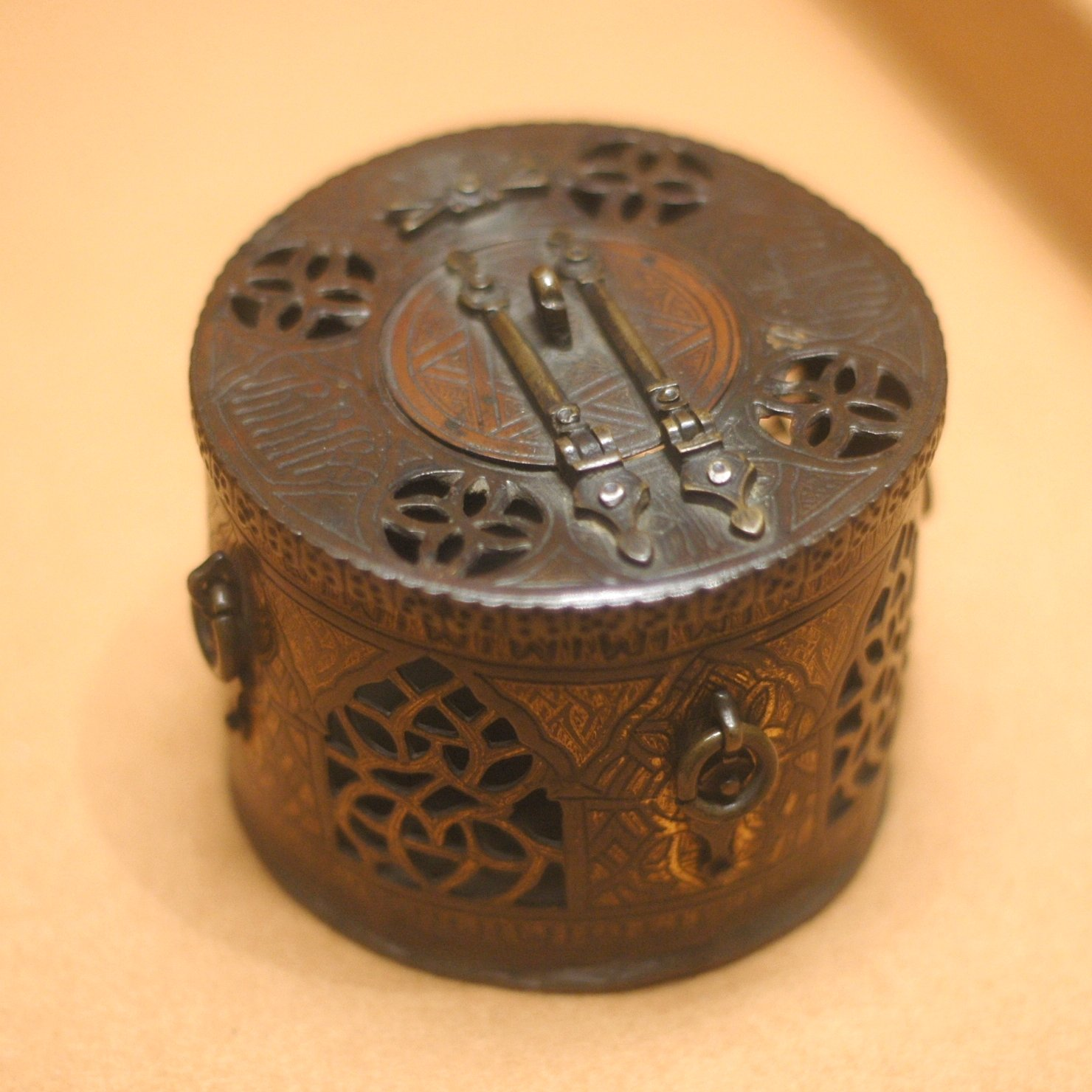
مبخرة أندلسية.

العطور العربية هي جزء من الثقافة العربية بشكل عام ويرجع تاريخها لأزمنة قديمة جدا، أشهر منتجاتها:العود، العنبر، المسك، الياسمين، الريحان. تختلف طريقة تصنيعها وبعضها يحتاج للتقطير مثل الورد الطائفي.